# Часовня Святого Яцека в Вильнюсе
Часо́вня Свято́го Я́цека, часовня Святого Гиацинта (пол. kapliczka Świętego Jacka; лит. Švento Jackaus koplytėlė) — памятник культуры и архитектуры позднего барокко, одна из достопримечательностей Вильнюса. Располагается в западной части города, на Погулянке, на углу улиц С. Конарскё (S. Konarskio g.) и Йоваро (Jovaro g.). Является охраняемым государством объектом культурного наследия национального значения; код в Регистре культурных ценностей Литовской Республики 287.

## Общая характеристика

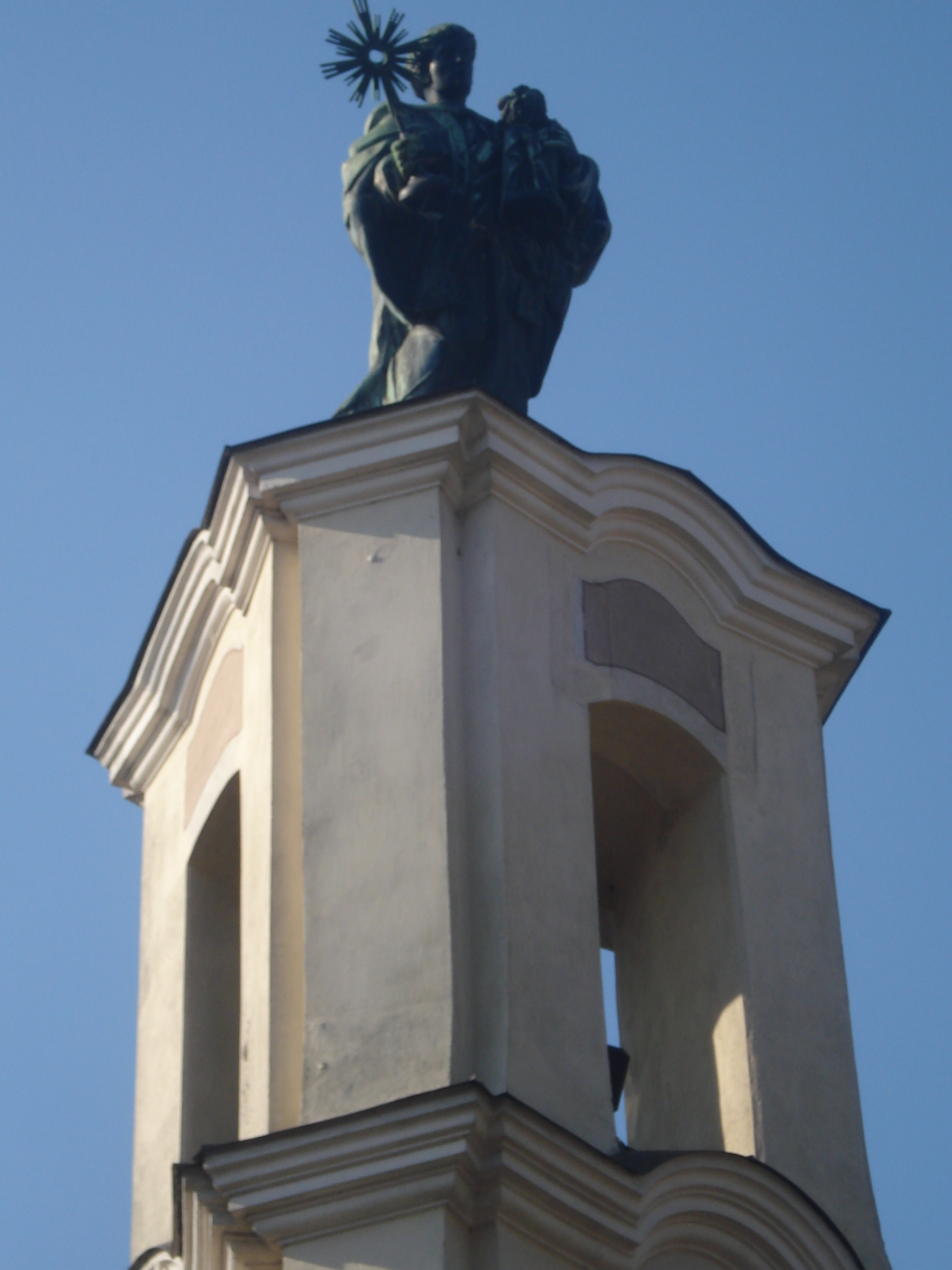
Статуя святого Яцека

Часовня представляет собой трёхэтажную, треугольную в плане, башню на широком квадратном постаменте (стилобате), на вершине которой установлена статуя святого Гиацианта (Яцека). Башня к верху сужается, три яруса друг от друга отделяются подчёркнутыми карнизами. Углы украшены пилястрами.
Скульптура изображает святого, облаченного в монашеский хабит (гарниш), со скульптурным изображением Пресвятой Девы Марии с младенцем Иисусом в левой руке и с монстранцией в правой, которые он, по преданию, чудесным образом спас, унеся из своей церкви во время нашествия татарских орд, пройдя по водной поверхности реки.
Часовня окружена лёгкой невысокой металлической решёткой.

## История

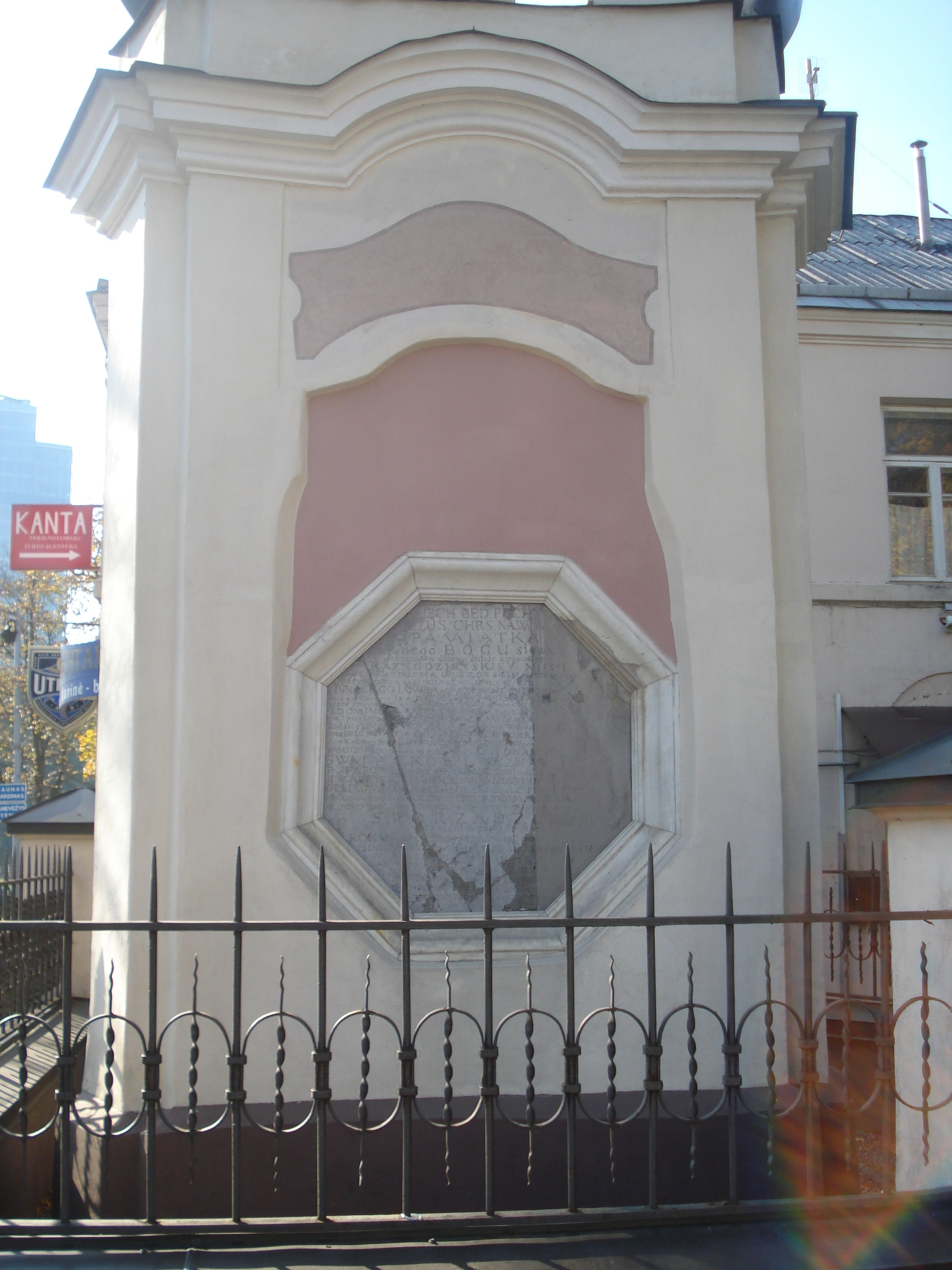
Старая таблица с текстом на польском языке в основании часовни

По недостоверным преданиям, памятник здесь появился уже в 1403 году, в память миссионерской деятельности доминиканца святого Гиацинта (Яцека Одровонжа) в литовских краях в середине XIII века (святой, согласно изложениям его жизни, проповедовал в языческой Литве и около 1240 года прислал сюда монахов-доминиканцев). Столб со статуей святого был сооружён в действительности позднее, — вероятно, лишь в 1501 году, в ознаменование прибытия в Вильну доминиканцев  либо ещё позже, в XVII веке . Часовня принадлежала лукишскому приходу Святого Иакова. 
Памятник со временем неоднократно видоизменялся. В 1762 году часовня, уже каменная, была перестроена доминиканцами в спокойных формах позднего барокко (по Юлиушу Клосу, рококо) с деревянной статуей святого наверху. В таком виде часовня изображена на одном из пейзажей художника Франциска Смуглевича (1786, сепия, Национальный музей в Кракове).
В 1808 году обветшалую скульптуру обновил каноник Богуславский. Но, раздосадованный тем, что доминиканские монахи не заботились о часовне и с обновлением не спешили, он велел выкрасить одеяния деревянной статуи святого Гиацинта в цвет другого ордена — кармелитов. По его же распоряжению на жестяной табличке было записано четверостишие:

Ты на небе, а мы тут на земле

Не смеем взглянуть грешными очами! 

Попроси у Бога то, что нам нужно — 

Добродетели, мудрости и здоровья, и хлеба. 

Оригинальный текст (пол.)Ty jesteś w Niebie, a my tu na Ziemi, 

Nie śmiemy spójrzeć oczyma grzesznemi! 

Uproś u Boga czego nam potrzeba, 

Cnoty, rozumu i zdrowia, i chleba.

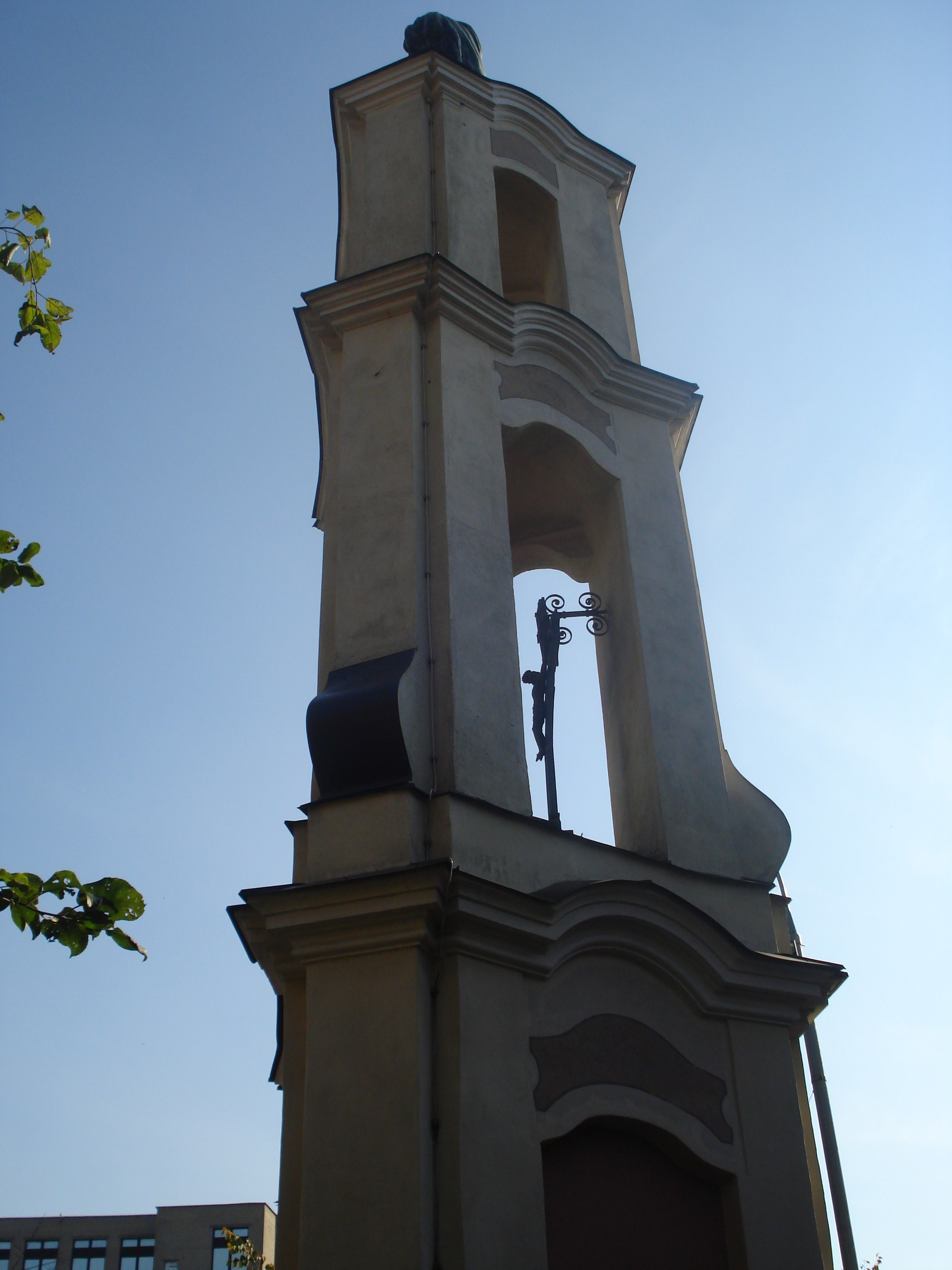
Распятие на втором ярусе. Вид сбоку

В 1834 году или в 1843 году часовня был реконструирована по инициативе и заботами известного мецената, издателя «Виленского альбома» Яна Казимира Вильчинского. Была вырезана новая деревянная статуя, своими размерами намного превосходящая прежнюю.
В 1901 году   (по другим сведениям, в 1908 году ) часовня ещё раз реконструировалась стараниями прелата Яна Курчевского. Тогда была выстроена псевдобарочная трёхэтажная ажурная башня, треугольная в плане. Ветхая деревянная статуя святого была заменена двухметровой, отлитой из бронзы , по другим сведениям — изготовленной из меди, статуей по модели известного виленского скульптора Болеслава Балзукевича. Вес её 130 кг, высота 2 м.
Такая же статуя (но из бетона) украшает вильнюсский костёл Непорочного Зачатия Пресвятой Девы Марии на Зверинце. Прежняя деревянная скульптура была перенесена в доминиканский костёл Святых апостолов Иакова и Филиппа и установлена в капелле Святого Яцека  .
В таком виде часовня Святого Яцека сохраняется доныне; ещё раз часовня и статуя обновлялись в 1998 году.
Часовне посвящено стихотворение литовской поэтессы Юдиты Вайчюнайте „Šv. Jackaus koplytėlė“ в книге стихов „Seno paveikslo šviesa” (1998). 

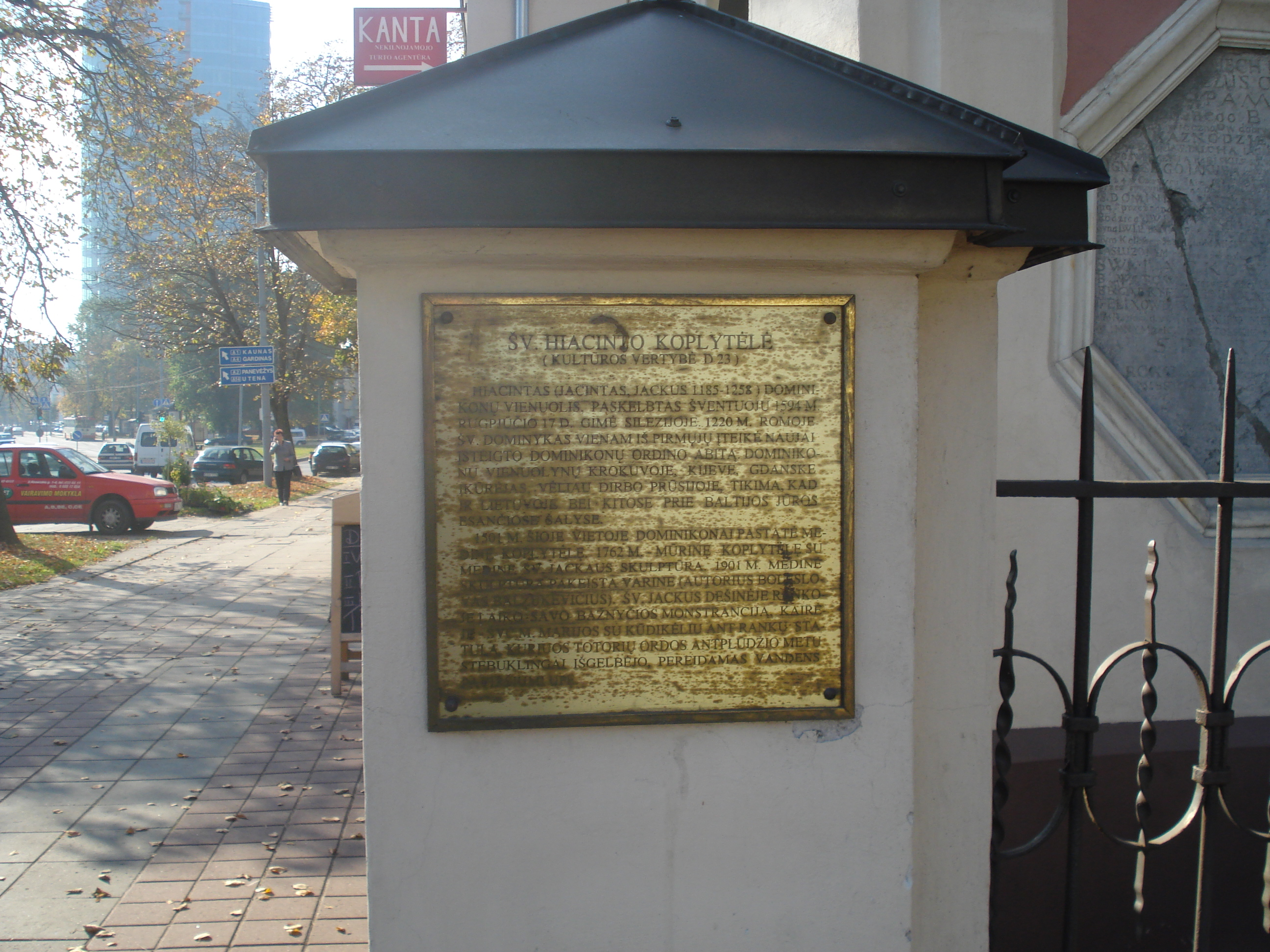
Информационная таблица у ограды часовни с текстом на литовском языке